# Marcha Real
Marcha Real är Spaniens nationalsång. 
La Marcha Real är en av få nationalsånger utan sångtext. Den är dessutom en av Europas äldsta, då den för första gången nämndes 1761 i Libro de Ordenanza de los toques milietares de la Infantería Española (svenska "Boken om det spanska infanteriets militära anfallsmetoder") av Manuel de Espinosa. I detta dokument är dess partitur nedskrivet, benämnt som Marcha Granadera eller Marcha de Granaderos, utan känd författare.
Författaren Hugo Kehrer vidhåller att Fredrik den store av Preussen komponerade ifrågavarande verk, fastän bevis som stöd för tesen inte existerar. Andra historiker understryker likheterna mellan Marcha Real och några militärsånger från Karl I:s epok.
1770 förklarade kung Karl III La Marcha de los Granaderos som honnörsmarsch och formaliserade sålunda seden att framföra stycket i offentliga och högtidliga sammanhang. Efter den spanska revolutionen i september 1868, samlade general Prim till en nationell tävling för skapandet av en officiell nationalsång, som dock fick dödförklaras då juryn beslutade att behålla Marcha de Granaderos.
Den nuvarande versionen skapades av kompositören Francisco Grau efter godkännandet av 1978 års spanska konstitution.

## Alfonso XIII
Marcha Real, Text av Eduardo Marquina.  (fil)
| Spanska | Svenska |
| --- | --- |
| Gloria, gloria, corona de la Patria, soberana luz que es oro en tu Pendón. Vida, vida, futuro de la Patria, que en tus ojos es abierto corazón...! Púrpura y oro: bandera inmortal; en tus colores, juntas, carne y alma están. Púrpura y oro: querer y lograr; Tú eres, bandera, el signo del humano afán. Gloria, gloria, corona de la Patria, soberana luz que es oro en tu Pendón. Púrpura y oro: bandera inmortal; en tus colores, juntas, carne y alma están. | Ära, ära, kronan av fosterlandet suveräna ljus vars standard är av guld. Liv, liv, till framtiden av landet, i ditt öga finns ett öppet hjärta! Lila och gyllene: odödliga flagga; i dina färger, tillsammans, kött och själ är du. Lila och gyllene: att vilja åstadkomma; Du, flagga, är ett tecken på mänskligt arbete. Ära, ära, kronan av fosterlandet suveräna ljus vars standard är av guld. Lila och gyllene: odödliga flagga; i dina färger, tillsammans, kött och själ är du. |

## Versionen underFrancisco Francosdiktatur 1939 - 1975, under namnet "La Marcha Granadera"
| Spanska | Svenska |
| --- | --- |
| Viva España, alzad los brazos, hijos del pueblo español, que vuelve a resurgir. Gloria a la Patria que supo seguir, sobre el azul del mar el caminar del sol. Gloria a la Patria que supo seguir, sobre el azul del mar el caminar del sol. ¡Triunfa España! Los yunques y las ruedas cantan al compás del himno de la fe. ¡Triunfa España! Los yunques y las ruedas cantan al compás del himno de la fe. Juntos con ellos cantemos de pie la vida nueva y fuerte del trabajo y paz. Juntos con ellos cantemos de pie la vida nueva y fuerte del trabajo y paz. Viva España, alzad los brazos, hijos del pueblo español, que vuelve a resurgir. Viva España, alzad los brazos, hijos del pueblo español, que vuelve a resurgir. Gloria a la Patria que supo seguir, sobre el azul del mar el caminar del sol. Gloria a la Patria que supo seguir, sobre el azul del mar el caminar del sol. | Leve Spanien, höj era armar, söner av det spanska folk, som reser sig igen. Ära till fosterlandet som visste hur man följde över det blåa havet, solnedgångens väg. Ära till fosterlandet som visste hur man följde över det blåa havet, solnedgångens väg. Spanien triumferar! Städen och pilarna sjunger till rytmen av troshymnen. Spanien triumferar! Städen och pilarna sjunger till rytmen av troshymnen. Låt oss stå och sjunga med dem för det nya och starka livet av arbete och fred. Låt oss stå och sjunga med dem för det nya och starka livet av arbete och fred. Leve Spanien, höj era armar, söner av det spanska folk, som reser sig igen. Leve Spanien, höj era armar, söner av det spanska folk, som reser sig igen. Ära till fosterlandet som visste hur man följde över det blåa havet, solnedgångens väg. Ära till fosterlandet som visste hur man följde över det blåa havet, solnedgångens väg. |